# Hieracium polycephalum
Hieracium polycephalum là một loài thực vật có hoa trong họ Cúc. Loài này được Velen. mô tả khoa học đầu tiên năm 1883.